# Les Rivages de Tripoli
Pour plus de détails, voir Fiche technique et Distribution.
Les Rivages de Tripoli (titre original : To the Shores of Tripoli) est un film américain réalisé par H. Bruce Humberstone et sorti en 1942.

## Synopsis
Un jeune playboy insouciant s'engage dans le corps des Marines. Il met à l'épreuve les compétences et la patience d'un rigoureux sergent vétéran, qui essaie de faire de lui un véritable Marine.

## Fiche technique
- Titre : Les Rivages de Tripoli (ou Tripoli)
- Titre original : To the Shores of Tripoli
- Réalisation : H. Bruce Humberstone
- Scénario : Lamar Trotti d'après une histoire de Steve Fisher
- Production : Darryl F. Zanuck et Milton Sperling (producteur associé)
- Société de production : 20th Century Fox
- Musique : Alfred Newman
- Photographie : Edward Cronjager, Harry Jackson et William V. Skall
- Montage : Allen McNeil
- Direction artistique : Richard Day et George Dudley
- Décors : Thomas Little
- Costumes : Gwen Wakeling et Sam Benson (non crédité)
- Pays d'origine : États-Unis
- Langue : anglais
- Format : Couleur (Technicolor) - Son : Mono (Western Electric Mirrophonic Recording)
- Genre : Guerre
- Durée : 86 minutes
- Date de sortie :
  - États-Unis : 11 mars 1942

## Distribution
- John Payne : Chris Winters
- Maureen O'Hara : Mary Carter
- Randolph Scott : Sergent Dixie Smith
- Nancy Kelly : Helene Hunt
- William Tracy : Johnny Dent
- Max 'Slapsie Maxie' Rosenbloom : Okay Jones
- Harry Morgan : Mouthy
- Edmund MacDonald : Butch
- Russell Hicks : Major Wilson
- Margaret Early : Susie
- Minor Watson : Capitaine Winters
- Alan Hale Jr. : Tom Hall
- Richard Lane : Lieutenant

Acteurs non crédités
- Larry Steers : Un client de l'hôtel
- O. Z. Whitehead : Une recrue